# Robert Stolz
Robert Elisabeth Stolz, avstrijski skladatelj in dirigent, * 25. avgust 1880, Gradec, Avstrija, † 27. junij 1975, Berlin, Nemčija.

## Življenje
Že kot deček je koncertiral po Evropi in igral Mozartove skladbe - njegova starša sta bila glasbenika. Glasbo je kasneje študiral na Dunaju, v Gradcu in Berlinu, kje je bil mdr. njegov profesor Engelbert Humperdinck. Sprva je deloval kot dirigent v Mariboru, Salzburgu in Brnu. 
Po vrnitvi na Dunaj je začel komponirati operete, po njih je danes najbolj poznan. Leta 1925 se je preselil v Berlin, zaradi vzpona nacistov je zapustil Nemčijo in živel na Dunaju, nato v Zürichu in Parizu. Med letoma 1940 in 1946 je živel v ZDA. Po vojni se je ustalil na Dunaju, kjer se je ukvarjal s komponiranjem.
Njegovo najbolj poznano delo je opereta v treh dejanjih (8 slikah) Izgubljeni valček, krstno uprizorjena leta 1933 v Švici in v sezoni 1934/35 tudi na odru ljubljanske Opere z osmimi ponovitvami. 
Ukvarjal se je tudi s pisanjem filmske glasbe in besedil za popevke.